# Na dvoře je kůň, šéfe!
Na dvoře je kůň, šéfe! je československá televizní komedie z roku 1989 režírovaná Hynkem Bočanem. Film je 4. dílem ze série pěti volně navazujících komedií s podvodníky Pepanem, Járou a Marcelou. Celá série vyšla na DVD pod souborným názvem Šéfové.

## Děj
Podvodníci Pepan, Jára a Marcela shánějí koně, s pomocí kterého by na zámku mohli vozit děti. Shodou okolností je v Praze Holanďan, který také shání koně. Holanďanovi jeho známý domluví schůzku s obchodníkem s koňmi. Protože Holanďan a obchodník s koňmi se neznají, je domluveno poznávací znamení ve formě odznaku s koněm na klopě.
Když Holanďan dorazí na místo setkání v motorestu, odznak ztratí. Na stejné místo dorazí Pepan s Járou a Marcelou. Jára najde odznak s koněm a připne si ho na klopu. Holanďan si tak myslí, že Jára je obchodníkem s koňmi a Holanďan s ním domluví, že mu za sehnání koně zaplatí deset tisíc dolarů.
V restauraci motorestu si obchodník s koňmi všimne Járy s odznakem na klopě, který se ale zdrží jenom chvíli, takže obchodník domluví dodání koně s Pepanem. Domluvena je koupě dvou koňů.
Do Prahy přilétají dva Španělé a setkávají se s Holanďanem. Jeden z nich přiváží v opasku diamanty. Druhý z nich, veterinář, tyto diamanty uloží do ustříhnutého prstu gumové rukavice.
Při převozu koně do stáje se na dálnici porouchá auto. Protože schůzka domluvená s Holanďanem se blíží, podvodníci se rozhodnou koně na místo setkání dovést pěšky. K vedení se nabídne Jára, jenomže kůň mu uteče. Protože Jára jde po dálnici, zastaví ho příslušníci VB o odvezou ho do Prahy. Na místo schůzky tak dorazí auto s druhým koněm. Kůň je zaveden do stáje, pod záminkou prohlídky je nechán kůň s veterinářem o samotě. Veterinář do útrob koně vloží balíček s diamanty. Po nějaké době se ve vesnici, kde je kůň ustájen, objeví mladík, který vede druhého koně. Pepan mladíka přesvědčí, že kůň je jeho, a mladík ho odvede do stáje ke druhému koni. V noci se objeví Jára a koně vymění, protože na toho, který mu utekl, má vztek. Holanďan se zvěrolékařem si tak odvezou špatného koně. Po nějaké době kůň, který nebyl odvežen, zahyne a Jára Pepanovi ukazuje, co měl kůň u huby. Hostinský Lojzík se na věc podívá a usoudí, že je to žlučníkový kámen, který se utrhl a kůň ho vyzvrátil. Diamanty jsou následně Pepanem zahozeny do řeky.
Po převozu falešného koně do Francie veterinář s hrůzou zjistí, že diamanty v něm nejsou. Šéfovi gangu vysvětlují, že neví, jak se to mohlo stát. Při jejich odjezdu jim vybuchne auto. Holanďan dostává šanci, neboť jako jediný ví, kdo mohl koně vyměnit. Vrací se proto do Prahy.
Pepana osloví Barbara ohledně pomoci s připravovanou akcí. Jde o to, že namaskovaný Pepan má dělat řidiče při převozu peněz k výplatám z banky do podniku. Pepan doprovodí pokladní do banky, při odchodu z banky se jí nabídne, že jí kufřík s penězi vezme. Před bankou hodí kufřík do auta a pokladní ujede. Na parkovišti už ho čeká Jára, který ho odveze na jiné místo, kde Pepan přestoupí do auta k Barbaře. Protože se akce zdá úspěšná, Barbara navrhne, aby si dali v autě panáka. Po několika metrech je ale zastaví příslušník VB a nechá Barbau dýchnout. Po zjištění, že požila alkohol, nechá Pepana vystoupit s tím, že auto bude odtaženo.
Po návratu k Pepanovi domů, když je celá parta pohromadě, navštíví je kapitán Manďák s okradenou pokladní. Ta Pepana nepozná a trvá na tom, že to není on. Po chvilce do Pepanova bytu vtrhne gangster z Francie s Holanďanem. Díky plnovousu Holanďana a jeho stejnému oblečení ho pokladní označí jako toho, kdo jí okradl. Pepan a jeho parta tak vyváznou.
Mezitím Barbara dorazí do svého sídla a vyjde najevo, že příslušník VB, který je zastavil, je Barbařin komplic. Barbaře se tak opět povedlo Pepana vypéct.
Pepan, Jára a Marcela se rozhodnou na nějaký čas odjet z Prahy. Cestou potkají dědu s povozem a dají se s ním do řeči, že by o koně měli zájem.

## Obsazení
| Petr Nárožný       | podvodník Josef „Pepan” Mareček                     |
| Karel Heřmánek     | zloděj aut Jaroslav zvaný „Jára“                    |
| Naďa Konvalinková  | prostitutka Marcela                                 |
| Jiřina Bohdalová   | podvodnice Barbara                                  |
| Vladimír Kratina   | pašerák diamantů zvaný „Námořník“                   |
| Pavel Nový         | pasák zvaný „frajer“, Barbařin komplic              |
| Gustav Opočenský   | zámecký pán ve Francii                              |
| Václav Postránecký | obchodník s koňmi                                   |
| Adolf Kohuth       | Holanďan                                            |
| Lubomír Lipský     | děda s koněm                                        |
| Jaromír Meduna     | Henry, bodyguard zámeckého pána                     |
| Ladislav Trojan    | kapitán Manďák                                      |
| Mirko Musil        | veterinář Sanchez                                   |
| Eugen Jegorov      | hostinský Lojzík                                    |
| Jana Synková       | pokladní ze Strojostavu převážející výplaty z banky |
| Taťána Puttová     |                                                     |
| Vladimír Kudla     | řidič koňského náklaďáku                            |
| Miroslav Středa    | taxikář                                             |
| Oldřich Velen      | okradený svatebčan                                  |
| Jan Cmíral         |                                                     |
| Ladislav Potměšil  | falešný příslušník VB                               |
| Martin Hron        | příslušník VB                                       |
| František Švihlík  | falešná pomocná stráž VB                            |
| Vladimír Hrabánek  | vesničan                                            |
| Hugo Kaminský      | děda u pumpy                                        |
| Zdeněk Blažek      |                                                     |
| Pavel Myslík       |                                                     |
| Petr Jákl          |                                                     |
| František Stupka   |                                                     |
| Milan Duchek       | příslušník VB                                       |
| Tomáš Kořének      |                                                     |